# 苏俊 (1962年)
苏俊（1962年—），四川仁寿人，汉族，中华人民共和国政治人物、第十二届全国人民代表大会吉林地区代表。
毕业于西南石油学院油气田开发工程专业，加入中国共产党。2013年，被选为全国人大代表。历任华北石油管理局第三采油厂采油队长、地质组长、副大队长，第三采油厂副厂长、厂长，华北石油管理局副局长、党委常委，中国石油华北油田公司副总经理、党委委员，原华北油田公司总经理、党委副书记、吉林油田公司总经理、党委副书记，现任中国石油生产经营管理部总经理。美国《石油工程师学会》（SPE）会员，《石油钻采工艺》编委会副主任,河北省企业家协会副会长、企业联合会副会长，中国质量协会石油分会常务理事。